# Łopuszanka (obwód zakarpacki)
Łopuszanka (ukr. Лопушанка) – wieś na Ukrainie, w obwodzie zakarpackim, w rejonie mukaczewskim, w hromadzie Swalawa. W 2001 roku liczyła 241 mieszkańców.
Do 1946 roku miejscowość nosiła nazwę Brustiw (ukr. Брустів).